# Березина (Винницкая область)
Березина (укр. Березина) — посёлок, входит в Винницкий район Винницкой области Украины.
Население по переписи 2001 года составляло 154 человека. Почтовый индекс — 23226. Занимает площадь 0,011 км². Код КОАТУУ — 520688904.